# Исаково (Чарозерское сельское поселение)
Исаково — деревня в Кирилловском районе Вологодской области.
Входит в состав Чарозерского сельского поселения, с точки зрения административно-территориального деления — в Чарозерский сельсовет.
Расстояние по автодороге до районного центра Кириллова — 81 км, до центра муниципального образования Чарозера — 3 км. Ближайшие населённые пункты — Козлово, Тимофеево, Великий Двор, Польчаково.
По переписи 2002 года население — 1 человек.